# Гилбертов ћелијски мјешач
Гилбертов ћелијски мјешач је диференцијални појачавач који управља са балансираном прекидачком ћелијом. Диференцијални улазни дио обезбјеђује појачање и побољшава однос сигнал/шум и перформансе система. Користи се за мијешање сигнала у колима радио-пријемника и радио-предајника.

## Примјер израде
У горњој шеми:
- 1. Кондензатори Cb1 и Cb2 обезбеђују спрегу за улаз (у ствари су имплементирани у другој појачавачкој секцији).
- 2. Отпорници Rb 1, 2, 3, 4, и 5 и транзистори Mb 1, 2, и 3  чине мрежу са преднапоном за улазне напоне (VIn и VSh, гдје је VSh помјерена верзија VIn). Отпорници R2, 3, 4 и 5 једноставно треба да омогуће велику улазну импедансу у поређењу са излазном импедансом претходног стања. Отпорник R1 треба да омогући пад напона од 0,8 V са 50 µA од струје. Транзистори Mb1, 2 и 3 су диодно повезани и димензионирани су за пад од 0,7 V по сваком. Ово дозвољава вучење преднапона од 2,2 V и 1,5 V из истог кола.
- 3. Кондензатори Cb1 и Cb2 обезбјеђују спрегу за улаз другог мјешача. Овај улаз долази од излаза мреже за помјерање фазе.
- 4. Отпорник Rm и транзистори 1, 2, 3 чине струјно огледало. Ово огледало обезбјеђује струјни извор за комплетно коло. Дизајнирано је да обезбиједи 50 uA струје ако је транзистор огледала исте величине као референтни. Ако је потребан умножак од 50 uA, додаје се још један транзистор у паралелу.
- 5. Транзистори Mmx1, 2, 3, 4, 5 и 6 чине Гилбертов ћелијски мјешач. Транзистори 1, 2, 3 и 4 чине прекидачки дио мјешача a транзистори Mmx5 и 6 чине транскондукторски дио. Прекидачки транзистори су димензионирани тако да се укључују (режим засићења и активни режим) када је улазни и таласни облик позитиван, a гасе се (cutoff регион) када је улазни таласни облик негативан, узимајући у обзир преднапон. Транскондукторски дио је дизајниран на исти начин као за обичан диференцијални појачавач.
- 6. Транзистори Ml1 и 2 и отпорници Rl1 и 2 чине активно оптерећење за Гилбертов ћелијски мјешач. Коришћење активног оптерећења овдје дозвољава подешавање секција са активним оптерећењем у колу. Ово минимизира ефекат одступања у процесу и побољшава стабилност преднапона кола. Транзистори су димензионисани тако да дају потребан пад преднапона. Отпорници контролишу појачање мјешача (са gm транскондукторског дијела).

Филтер је трополни нископропусни филтер који користи методу директне замјене (узимајући основни нормализовани LPF дизајн, мијењајући индуктор активним индуктором и процјеном на жељену импедансу и фреквенцију). Промијењени активни индуктор се користи да обезбиједи диференцијални сигнал.